# Сорочинський міський округ
Соро́чинський міський округ (рос. Сорочинский городской округ) — міський округ у складі Оренбурзької області Російської Федерації.
Адміністративний центр — місто Сорочинськ.

## Географія
Сорочинський міський округ знаходиться в західній частині Оренбурзької області. Межує з Грачовським, Червоногвардійським, Новосергієвським, Ташлинським, Тоцьким і Бузулуцьким районами області.

## Історія
Сорочинський район був утворений 16 липня 1928 року у складі Бузулуцького округу Середньоволзької області. 21 січня 1929 року район увійшов до складу Оренбурзького округу Середньоволзької області, а з 20 жовтня 1929 року — Середньоволзького краю. 30 липня 1930 року Оренбурзький округ був ліквідований, район перейшов у пряме підпорядкування краю. 7 грудня 1934 року район увійшов до новоствореної Оренбурзької області.
1962 року до складу району увійшла територія ліквідованого Люксембурзького району. 1 лютого 1963 року місто Сорочинськ отримало обласний статус та виведене зі складу району. 30 грудня 1966 року зі складу району виділений Червоногвардійський район.
Станом на 2002 рік існували Сорочинський район та Сорочинська міська адміністрація обласного підпорядкування:
| Поселення                        | Площа, км² | Населення, осіб (2002) | Населені пункти                                       |
| -------------------------------- | ---------- | ---------------------- | ----------------------------------------------------- |
| Сорочинський район               |            |                        |                                                       |
| Баклановська сільська рада       | -          | 983                    | села Баклановка, Березовка, Івановка, Янтарне         |
| Бурдигінська сільська рада       | -          | 1034                   | села Бурдигіно, Надежденка, селище Кленовий           |
| Войковська сільська рада         | -          | 1369                   | село Спаське, селища Войковський, Сборовський         |
| Гамалієвська сільська рада       | -          | 2155                   | село Гамалієвка, селища Гамалієвка-1, Новопокровка    |
| Матвієвська сільська рада        | -          | 751                    | села Алексієвка, Матвієвка, селище Медведка           |
| Михайловська Друга сільська рада | -          | 998                    | села Івановка Друга, Каменка, Михайловка Друга        |
| Михайловська Перша сільська рада | -          | 421                    | село Михайловка Перша                                 |
| Ніколаєвська сільська рада       | -          | 611                    | село Ніколаєвка                                       |
| Нікольська сільська рада         | -          | 612                    | села Нікольське, Уран                                 |
| Новобілогорська сільська рада    | -          | 440                    | село Новобілогорка                                    |
| Первокрасна сільська рада        | -          | 707                    | села Малаховка, Первокрасне                           |
| Покровська сільська рада         | -          | 345                    | село Покровка                                         |
| Пронькінська сільська рада       | -          | 957                    | села Маховка, Пронькіно, Сарабкіно, селище Часниковка |
| Родинська сільська рада          | -          | 1442                   | селища Родинський, Слободка                           |
| Романовська сільська рада        | -          | 482                    | село Романовка                                        |
| Рощинська сільська рада          | -          | 1046                   | селища Новий, Октябрський, Рощино                     |
| Толкаєвська сільська рада        | -          | 1115                   | село Толкаєвка                                        |
| Троїцька сільська рада           | -          | 573                    | село Троїцьке                                         |
| Федоровська сільська рада        | -          | 701                    | село Федоровка                                        |
| Сорочинська міська рада          |            |                        |                                                       |
| Сорочинська міська рада          | -          | 30136                  | місто Сорочинськ                                      |

2004 року район перетворено в Сорочинський муніципальний район, місто Сорочинськ утворило Сорочинський міський округ. 1 червня 2015 року Сорочинський муніципальний район був ліквідований, територія приєднана до Сорочинського міського округу. При цьому були ліквідовані усі сільські поселення:
| Поселення                        | Площа, км² | Населення, осіб (2010) | Населені пункти                                                        |
| -------------------------------- | ---------- | ---------------------- | ---------------------------------------------------------------------- |
| Сорочинський район               |            |                        |                                                                        |
| Баклановська сільська рада       | -          | 773                    | села Баклановка, Березовка, Івановка, Янтарне                          |
| Бурдигінська сільська рада       | -          | 902                    | села Бурдигіно, Надежденка, селище Кленовий                            |
| Войковська сільська рада         | -          | 1782                   | село Новобілогорка, Покровка, Спаське, селища Войковський, Сборовський |
| Гамалієвська сільська рада       | -          | 1888                   | село Гамалієвка, селища Гамалієвка-1, Новопокровка                     |
| Матвієвська сільська рада        | -          | 589                    | села Алексієвка, Матвієвка, селище Медведка                            |
| Михайловська Друга сільська рада | -          | 896                    | села Івановка Друга, Каменка, Михайловка Друга                         |
| Михайловська Перша сільська рада | -          | 327                    | село Михайловка Перша                                                  |
| Ніколаєвська сільська рада       | -          | 1132                   | села Ніколаєвка, Нікольське, Уран                                      |
| Первокрасна сільська рада        | -          | 567                    | села Малаховка, Первокрасне                                            |
| Пронькінська сільська рада       | -          | 674                    | села Маховка, Пронькіно, Сарабкіно, селище Часниковка                  |
| Родинська сільська рада          | -          | 1495                   | селища Родинський, Рощино, Слободка                                    |
| Романовська сільська рада        | -          | 414                    | село Романовка                                                         |
| Рощинська сільська рада          | -          | 688                    | селища Новий, Октябрський                                              |
| Толкаєвська сільська рада        | -          | 1013                   | село Толкаєвка                                                         |
| Федоровська сільська рада        | -          | 1055                   | села Троїцьке, Федоровка                                               |
| Сорочинський міський округ       |            |                        |                                                                        |
| Сорочинський міський округ       | -          | 29249                  | місто Сорочинськ                                                       |

## Населення
Населення — 39628 осіб (2019; 43441 в 2010, 46878 у 2002).

## Населені пункти
| №  | Населений пункт        | Населення, осіб (2002) | Населення, осіб (2010) |
| -- | ---------------------- | ---------------------- | ---------------------- |
| 1  | Алексієвка, село       | 222                    | 158                    |
| 2  | Баклановка, село       | 422                    | 364                    |
| 3  | Березовка, село        | 235                    | 166                    |
| 4  | Бурдигіно, село        | 853                    | 773                    |
| 5  | Войковський, селище    | 858                    | 712                    |
| 6  | Гамалієвка, село       | 1046                   | 958                    |
| 7  | Гамалієвка-1, селище   | 1031                   | 903                    |
| 8  | Івановка, село         | 69                     | 30                     |
| 9  | Івановка Друга, село   | 433                    | 386                    |
| 10 | Каменка, село          | 95                     | 118                    |
| 11 | Кленовий, селище       | 86                     | 68                     |
| 12 | Малаховка, село        | 115                    | 55                     |
| 13 | Матвієвка, село        | 457                    | 396                    |
| 14 | Маховка, село          | 30                     | 16                     |
| 15 | Медведка, селище       | 72                     | 35                     |
| 16 | Михайловка Друга, село | 470                    | 392                    |
| 17 | Михайловка Перша, село | 421                    | 327                    |
| 18 | Надежденка, село       | 95                     | 61                     |
| 19 | Ніколаєвка, село       | 611                    | 614                    |
| 20 | Нікольське, село       | 163                    | 125                    |
| 21 | Новий, селище          | 191                    | 180                    |
| 22 | Новобілогорка, село    | 440                    | 378                    |
| 23 | Новопокровка, селище   | 78                     | 27                     |
| 24 | Октябрський, селище    | 582                    | 508                    |
| 25 | Первокрасне, село      | 592                    | 509                    |
| 26 | Покровка, село         | 345                    | 295                    |
| 27 | Пронькіно, село        | 852                    | 624                    |
| 28 | Родинський, селище     | 1237                   | 1190                   |
| 29 | Романовка, село        | 482                    | 414                    |
| 30 | Рощино, селище         | 273                    | 188                    |
| 31 | Сарабкіно, село        | 57                     | 31                     |
| 32 | Сборовський, селище    | 251                    | 194                    |
| 33 | Слободка, селище       | 205                    | 117                    |
| 34 | Сорочинськ, місто      | 30136                  | 29249                  |
| 35 | Спаське, село          | 260                    | 203                    |
| 36 | Толкаєвка, село        | 1115                   | 1013                   |
| 37 | Троїцьке, село         | 573                    | 480                    |
| 38 | Уран, село             | 449                    | 393                    |
| 39 | Федоровка, село        | 701                    | 575                    |
| 40 | Часниковка, селище     | 18                     | 3                      |
| 41 | Янтарне, село          | 257                    | 213                    |

## Господарство
Основний напрямок економіки округу — сільське господарство. На його території розташовані 20 сільськогосподарських підприємств і 115 селянських господарств, які займаються виробництвом зерна, м'ясо-молочної продукції, яєць, нафтова промисловість.

### Транспорт
Через округ проходить залізниця «Москва-Самара-Оренбург-Ташкент» а також автомагістраль «Самара-Оренбург».